# Xysticus audaxoides
Xysticus audaxoides là một loài nhện trong họ Thomisidae.
Loài này thuộc chi Xysticus. Xysticus audaxoides được miêu tả năm 2004 bởi Zhang, Zhang & Da-xiang Song.